# Maria di Serbia
Maria di Serbia (in serbo Мара Бранковић?, Mara Branković; Smederevo, 1447 circa – Çorlu, 1500 circa), battezzata con il nome di Elena (in serbo Јелена?, Jelena), fu l'ultima regina di Bosnia e despoina di Serbia.

## Biografia
Primogenita di Lazar II Branković ed Elena Paleologa, nacque intorno al 1447 e fu battezzata con il nome della madre. Dopo l'ascesa al trono e la morte prematura del padre, la madre e lo zio Stefan III Branković presero il potere e organizzarono il matrimonio tra la principessa e Stefano Tomašević per consolidare l'alleanza con il Regno di Bosnia contro la minaccia ottomana. I due si sposarono il 1º aprile 1459, l'ottava di Pasqua, ed Elena si convertì al cattolicesimo con il nome di Maria.
Il piano diede scarsi risultati: entro il giugno dello stesso anno gli ottomani avevano invaso e annesso gran parte della Serbia ai propri territori, costringendo i novelli sposi alla fuga in Bosnia. Rifugiandosi alla corte del suocero, Maria portò con sé le reliquie dell'evangelista Luca, custodite nella sua famiglia per generazioni. Con la morte di Tommaso di Bosnia nel maggio 1461, Stefano fu incoronato re e Maria regina. Il loro regno fu breve: dopo la conquista ottomana della Bosnia, Stefano fu catturato e giustiziato nel giugno 1463, mentre Maria e la suocera Caterina di Bosnia riuscirono a fuggire nella Repubblica di Ragusa con le reliquie di san Luca.
Successivamente, Maria vendette le reliquie alla Repubblica di Venezia, che le concesse di ritirarsi nel Monastero di Santo Stefano sotto i Pini nei pressi di Spalato. A causa delle crescenti tensioni con le autorità veneziane, Maria si trasferì nella Grecia ottomana, dove trovò ospitalità alla corte delle zie Mara e Caterina Branković; tuttavia, un litigio tra le donne nel 1476 spinse Maria a trasferirsi a Costantinopoli, dove godette della protezione di Maometto II e poi di Bayezid II. Trascorse gli ultimi quindici anni della sua vita impegnata in dispute legali contro la Repubblica di Ragusa e il monastero della Grande Lavra per l'eredità rispettivamente del nonno e delle zie.

## Ascendenza
|                                       |                                          |                                          | Genitori                                   |  |  | Nonni |  |  | Bisnonni      |  |  | Trisnonni         |  |
|                                       |                                          |                                          |                                            |  |  |       |  |  | Vuk Branković |  |  | Branko Mladenović |  |
|                                       |                                          |                                          |                                            |  |  |       |  |  | Vuk Branković |  |  | Branko Mladenović |  |
|                                       |                                          | …                                        |                                            |  |  |       |  |  | Vuk Branković |  |  |                   |  |
| Đurađ Branković, despota di Serbia    |                                          |                                          |                                            |  |  |       |  |  | Vuk Branković |  |  |                   |  |
|                                       |                                          | Mara Lazarević                           | Lazar Hrebeljanović, principe di Serbia    |  |  |       |  |  |               |  |  |                   |  |
|                                       |                                          | Mara Lazarević                           | Lazar Hrebeljanović, principe di Serbia    |  |  |       |  |  |               |  |  |                   |  |
|                                       |                                          | Mara Lazarević                           | Milica Nemanjić                            |  |  |       |  |  |               |  |  |                   |  |
| Lazar II Branković, despota di Serbia |                                          | Mara Lazarević                           |                                            |  |  |       |  |  |               |  |  |                   |  |
|                                       |                                          | Teodoro Paleologo Cantacuzeno            | Matteo Cantacuzeno, despota di Morea       |  |  |       |  |  |               |  |  |                   |  |
|                                       |                                          | Teodoro Paleologo Cantacuzeno            | Matteo Cantacuzeno, despota di Morea       |  |  |       |  |  |               |  |  |                   |  |
|                                       |                                          | Teodoro Paleologo Cantacuzeno            | Irene Paleologa                            |  |  |       |  |  |               |  |  |                   |  |
| Irene Cantacuzena                     |                                          | Teodoro Paleologo Cantacuzeno            |                                            |  |  |       |  |  |               |  |  |                   |  |
|                                       |                                          | Elena Ouresina Doucaina                  | Giovanni Uroš, despota Tessaglia           |  |  |       |  |  |               |  |  |                   |  |
|                                       |                                          | Elena Ouresina Doucaina                  | Giovanni Uroš, despota Tessaglia           |  |  |       |  |  |               |  |  |                   |  |
|                                       |                                          | Elena Ouresina Doucaina                  | N. Radoslava                               |  |  |       |  |  |               |  |  |                   |  |
| Maria di Serbia                       |                                          | Elena Ouresina Doucaina                  |                                            |  |  |       |  |  |               |  |  |                   |  |
|                                       | Manuele II Paleologo, basileus dei Romei | Giovanni V Paleologo, basileus dei Romei |                                            |  |  |       |  |  |               |  |  |                   |  |
|                                       | Manuele II Paleologo, basileus dei Romei | Giovanni V Paleologo, basileus dei Romei |                                            |  |  |       |  |  |               |  |  |                   |  |
|                                       | Manuele II Paleologo, basileus dei Romei | Elena Cantacuzena                        |                                            |  |  |       |  |  |               |  |  |                   |  |
| Tommaso Paleologo, despota di Morea   | Manuele II Paleologo, basileus dei Romei |                                          |                                            |  |  |       |  |  |               |  |  |                   |  |
|                                       |                                          | Elena Dragaš                             | Costantino Dragaš                          |  |  |       |  |  |               |  |  |                   |  |
|                                       |                                          | Elena Dragaš                             | Costantino Dragaš                          |  |  |       |  |  |               |  |  |                   |  |
|                                       |                                          | Elena Dragaš                             | …                                          |  |  |       |  |  |               |  |  |                   |  |
| Elena Paleologa                       |                                          | Elena Dragaš                             |                                            |  |  |       |  |  |               |  |  |                   |  |
|                                       |                                          | Centurione II Zaccaria, principe d'Acaia | Andronico Asen' Zaccaria, barone d'Arcadia |  |  |       |  |  |               |  |  |                   |  |
|                                       |                                          | Centurione II Zaccaria, principe d'Acaia | Andronico Asen' Zaccaria, barone d'Arcadia |  |  |       |  |  |               |  |  |                   |  |
|                                       |                                          | Centurione II Zaccaria, principe d'Acaia | Catherine Le Maure                         |  |  |       |  |  |               |  |  |                   |  |
| Caterina Zaccaria                     |                                          | Centurione II Zaccaria, principe d'Acaia |                                            |  |  |       |  |  |               |  |  |                   |  |
|                                       |                                          | Creusa Tocco                             | Leonardo II Tocco, conte di Cefalonia      |  |  |       |  |  |               |  |  |                   |  |
|                                       |                                          | Creusa Tocco                             | Leonardo II Tocco, conte di Cefalonia      |  |  |       |  |  |               |  |  |                   |  |
|                                       |                                          | Creusa Tocco                             | …                                          |  |  |       |  |  |               |  |  |                   |  |
|                                       |                                          | Creusa Tocco                             |                                            |  |  |       |  |  |               |  |  |                   |  |